# Закон внутрішньої динамічної рівноваги
Закон внутрішньої динамічної рівноваги — речовина, енергія, інформація і динамічні якості окремих природних  систем та їх ієрархія взаємопов'язані настільки, що будь-яка зміна одного з цих показників викликає супутні функціональні структурні якісні та кількісні зміни, що зберігають загальну суму матеріально-енергетичних, інформаційних і динамічних властивостей систем, де ці зміни відбуваються, або в їх ієрархії.
Емпіричним шляхом встановлено ряд наслідків дії цього Закону:
- будь-яка зміна середовища (речовин, енергії, інформації, динамічних властивостей екосистем) неминуче призводить до розвитку природних ланцюгових реакцій, спрямованих у бік нейтралізації зазнаної зміни або формування нових природних систем, утворення яких при значних змінах середовища може набути незворотній характер;
- взаємодія матеріально-енергетичних екологічних компонентів (енергії, газів, рідин та ін.), інформації та динамічних властивостей природних систем кількісно не є лінійною, тобто слабкий вплив або зміна одного з показників може викликати значні відхилення в інших (і у всій системі в цілому);
- викликані у великих екосистемах зміни відносно незворотні. Проходячи по ієрархії знизу вгору — від місця впливу до  біосфери в цілому, вони змінюють глобальні процеси і тим самим переводять їх на новий еволюційний рівень;
- будь-яке місцеве перетворення природи викликає у глобальній сукупності біосфери і в її найбільших підрозділах відповідні реакції, що призводять до відносної незмінності еколого-економічного потенціалу («правило Тришкіна каптана»), збільшення якого можливе лише шляхом значного зростання енергетичних вкладень (див. Закон зниження енергетичної ефективності природокористування).

Закон внутрішньої динамічної рівноваги — одне з вузлових положень у природокористуванні. Поки зміни середовища слабкі і відбуваються на відносно невеликій площі, вони або обмежуються конкретним місцем, або «гаснуть» в ланцюзі ієрархії екосистем. Але як тільки зміни досягають істотних значень для великих екосистем, наприклад відбуваються в масштабах великих річкових басейнів, вони призводять до суттєвих зрушень в цих великих природних утвореннях, а через них, і у всій біосфері  Землі.